# Instituto dos Ferroviários do Sul e Sueste
O Instituto dos Ferroviários do Sul e Sueste é uma associação de beneficência social, sediada na cidade do Barreiro, em Portugal.

## História
Esta instituição foi fundada em 1924, a partir da antiga Caixa de Viúvas e Órfãos dos Ferroviários do Sul. Em 1940, foi homenageado com o grau de oficial da Ordem da Instrução Pública. Em 19 de Janeiro de 1971, foi visitada pelo administrador da Companhia dos Caminhos de Ferro Portugueses, Coronel Ferreira de Valença, e pelo chefe do Serviço Nacional Ferroviário, André Navarro; nessa altura, a directora era Preciosa Augusta Matias.

## Caracterização
Dirigido por funcionários dos caminhos de ferro, o Instituto tem como principal objectivo providenciar formação aos órfãos de ferroviários, e à população carenciada no Distrito de Setúbal.